# 3276 Porta Coeli
3276 Porta Coeli è un asteroide della fascia principale. Scoperto nel 1982, presenta un'orbita caratterizzata da un semiasse maggiore pari a 3,1186375 UA e da un'eccentricità di 0,1714637, inclinata di 2,68033° rispetto all'eclittica.
L'asteroide è dedicato al convento di Tišnov, Porta Coeli.